# Евдокия Комнина (съпруга на Гийом VIII дьо Монпелие)
Вижте пояснителната страница за други личности с името Евдокия Комнина.
Евдокия Комнина (на средногръцки: Εὐδοκία Κομνηνή, ок. 1160/1164 – ок. 1203) е византийска принцеса, племенница на император Мануил I Комнин.
Евдокия е дъщеря на севастократор Исак Комнин и втората му съпруга Ирина Диплосинадина. Исак Комнин е трети син на император Йоан II Комнин и на унгарската принцеса Пирошка Арпад, по-голям брат е на император Мануил I Комнин. Въпреки че е по-голям брат на Мануил I, бащата на Евдокия не заема византийския престол по желание на император Йоан II Комнин, който посочил преди смъртта си за свой наследник по-малкия си син Маниуил и лишил Исак от престолонаследие. Вместо с императорска титла, Исак е почетен с титлата севастократор.
Император Мануил I Комнин използва Евдокия и сестрите ѝ за уреждане на политическите отношения на Византия със съседните ѝ държави. Така сестрата на Евдокия, Теодора Комнина, е омъжена за йерусалимския крал Балдуин III, а по-късно става любовница на византийския император Андроник II Комнин. Другата сестра на Евдокия, Мария Комнина, се омъжва за унгарския крал Ищван IV.
През 1174 г. Мануил Комнин договаря брак между Евдокия и крал Алфонсо II Арагонски. Същата година Евдокия Комнина пристига в Прованс, където трябва да бъде венчана с арагонския крал. Когато Евдокия пристига, става ясно, че Алфонсо II вече се е венчал за Санча Кастилска. По този случай трубадурът Пиер Видал се изказва, че кралят избрал „бедната кастилска девойка пред златната камила на император Мануил I“. След дълги колебания през 1179 г. Евдокия се жени за Гийом VIII, сеньор на Монпелие, след като преди това е постигната договореност, според която всеки мъжки поданик на Монпелие е принуден да даде клетва, че първородното дете на Евдокия и Гийом VIII, независимо от пола му, ще наследи владенията на Гийом VIII.
Често съвременниците на Евдокия, включително трубадурите Фолке Марсилски и Гиро дьо Борней, говорят за нея като за императрица (на окситански:emperairitz) и я наричат дъщеря на император Мануил I Комнин, което е причина произходът на Евдокия да бъде поставян под съмнение от някои съвременни автори. Други източници съвсем точно я посочват като племенница на Мануил I.
Гийом VIII и Евдокия Комнина имат една дъщеря, Мария дьо Монпелие (родена през 1181 или 1182 г.), която е омъжена за арагонския крал Педро II през 1203 г.
През 1187 г. бракът на Гийом VIII и Евдокия Комнина е разтрогнат. Според някои източници причината за развода е, че Евдокия окуражава амбициите на Фолке Марсилски, а според други причина за раздялата е желанието на Гийом VIII да се сдобие с мъжки наследник. След раздялата Евдокия Комнина е пратена в манастира в Аниан, където умира около 1203 г.